# Беспалов, Евгений Николаевич
Евгений Николаевич Беспалов — советский хозяйственный и политический деятель.

## Биография
Родился в 1925 году в селе Маралиха. Член КПСС.
Окончил Уральский политехнический институт.
Участник Великой Отечественной войны: начальник радиостанции оперативной группы 9-й понтонно-мостовой бригады.
В 1946—1973 гг. — старший рабочий, начальник смены, начальник отделения глиноземного цеха, главный инженер, директор Краснотуринского, Богославского, Балашовского, Павлодарского алюминиевых заводов, главный инженер проекта проектного института «Уралгипроалюминий».
В 1973—1983 гг. — директор Николаевского глинозёмного завода.
За создание и промышленное освоение нового способа переработки низкокачественных бокситов, способствовавшего расширению сырьевой базы алюминиевой промышленности, был в составе коллектива удостоен Государственной премии СССР в области науки и техники 1980 года.
Умер в 1996 году.

## Награды
- Орден Отечественной войны II степени (06.04.1985)
- Орден Трудового Красного Знамени (1971)
- Орден Красной Звезды (1944)
- Орден Знак Почёта (1966)